# محمد جورال
محمد جورال (بالتركية: Mehmet Coral)‏ هو مؤلف تركي، ولد في 11 سبتمبر 1947 في إزمير في تركيا.